# Baie de la Potence
Baie de la Potence är en vik i den västra delen av Saint-Martin (Frankrike), strax norr om huvudorten Marigot.